# Płonna (województwo mazowieckie)
Płonna – wieś sołecka w Polsce położona w województwie mazowieckim, w powiecie płockim, w gminie Staroźreby.
| SIMC    | Nazwa             | Rodzaj    |
| ------- | ----------------- | --------- |
| 0576852 | Płonna Pańska     | część wsi |
| 0576869 | Płonna Szlachecka | część wsi |

W latach 1975–1998 miejscowość administracyjnie należała do województwa płockiego.